# Santa Croce Camerina
Santa Croce Camerina es una localidad italiana de la provincia de Ragusa, región de Sicilia, con 9.838 habitantes.

Ubicación de la ciudad de Santa Croce Camerina dentro de la provincia de Pistoia.

## Evolución demográfica
| Gráfica de evolución demográfica de Santa Croce Camerina entre 1861 y 2001 |
|                                                                            |
| Fuente ISTAT - Elaboración gráfica por parte de Wikipedia                  |